# Zakościele (zbiornik wodny)
Zakościele – staw w Oleśnicy (województwo świętokrzyskie), w Niecce Połanieckiej.
Sztuczny zbiornik o charakterze rekreacyjnym zlokalizowany jest przy ulicy Zakościele w południowo-wschodniej części miasta. Ma powierzchnię 0,94 hektara. Gospodarzem jest Koło PZW w Oleśnicy (przejściowo zwracało ono akwen gminie z uwagi na zbyt niski stan wód). W 2006 przeprowadziło remont zbiornika, który nie ma stałego dopływu świeżej wody, co stanowi element zagrażający życiu tutejszej ichtiofauny. 